# Shunga

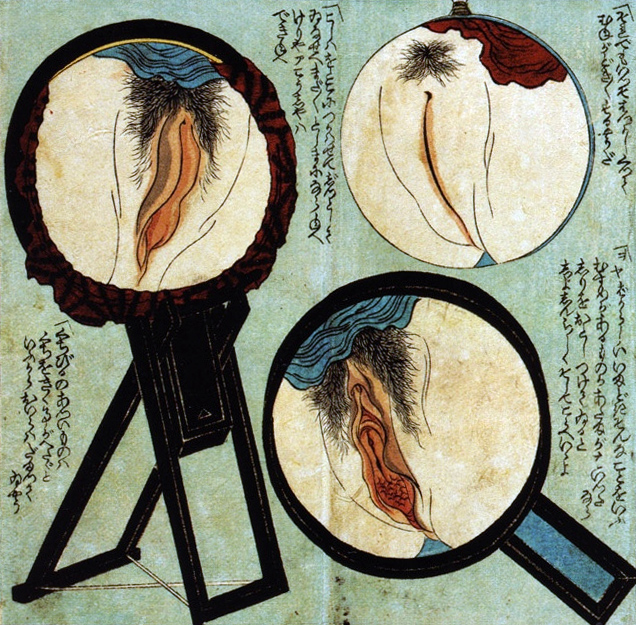
Shunga - Vulvae.

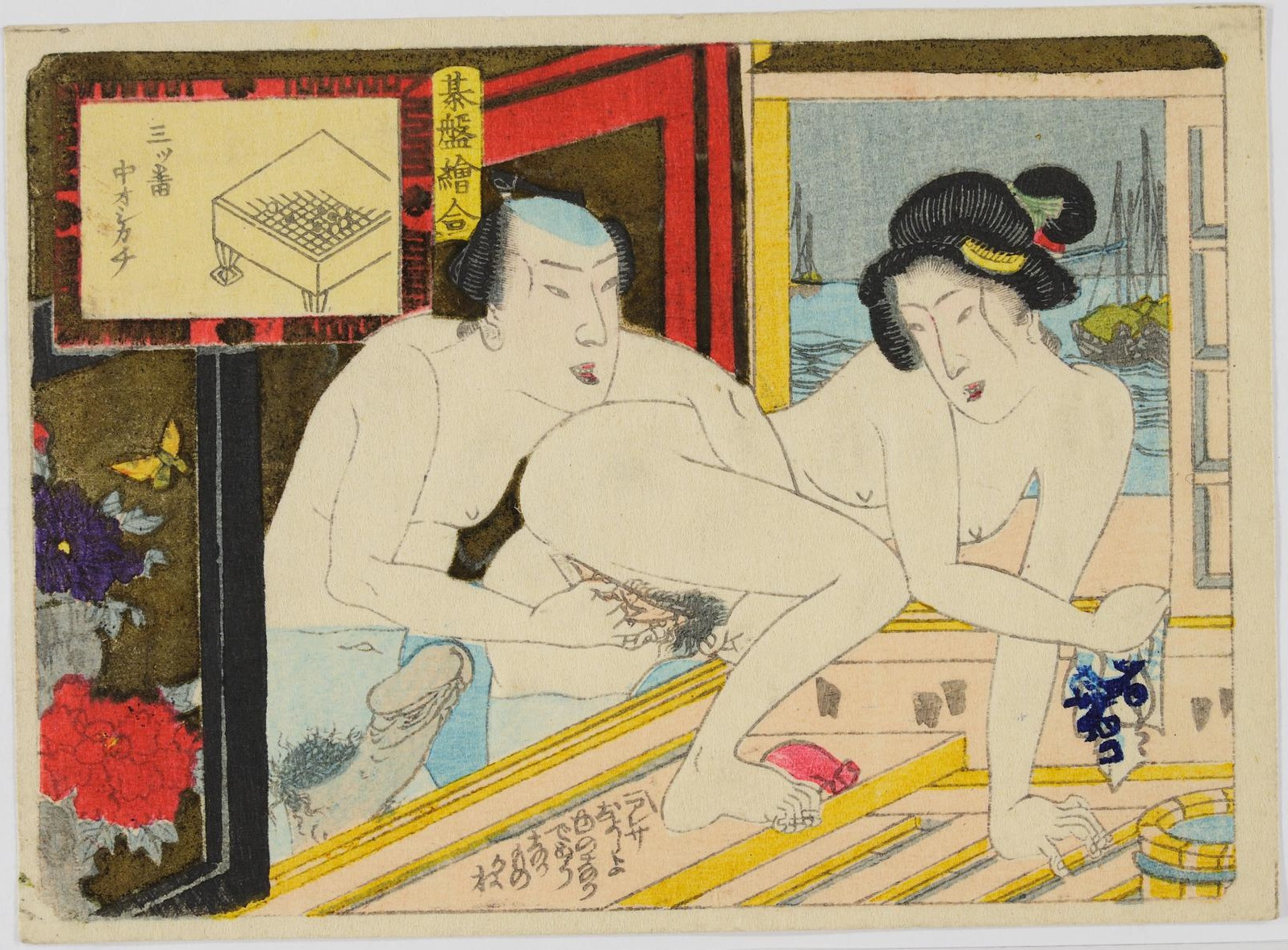
Goban e-awase 碁盤絵合 (BM OA+,0.437.1-14 05). Fecha: 1860-1869

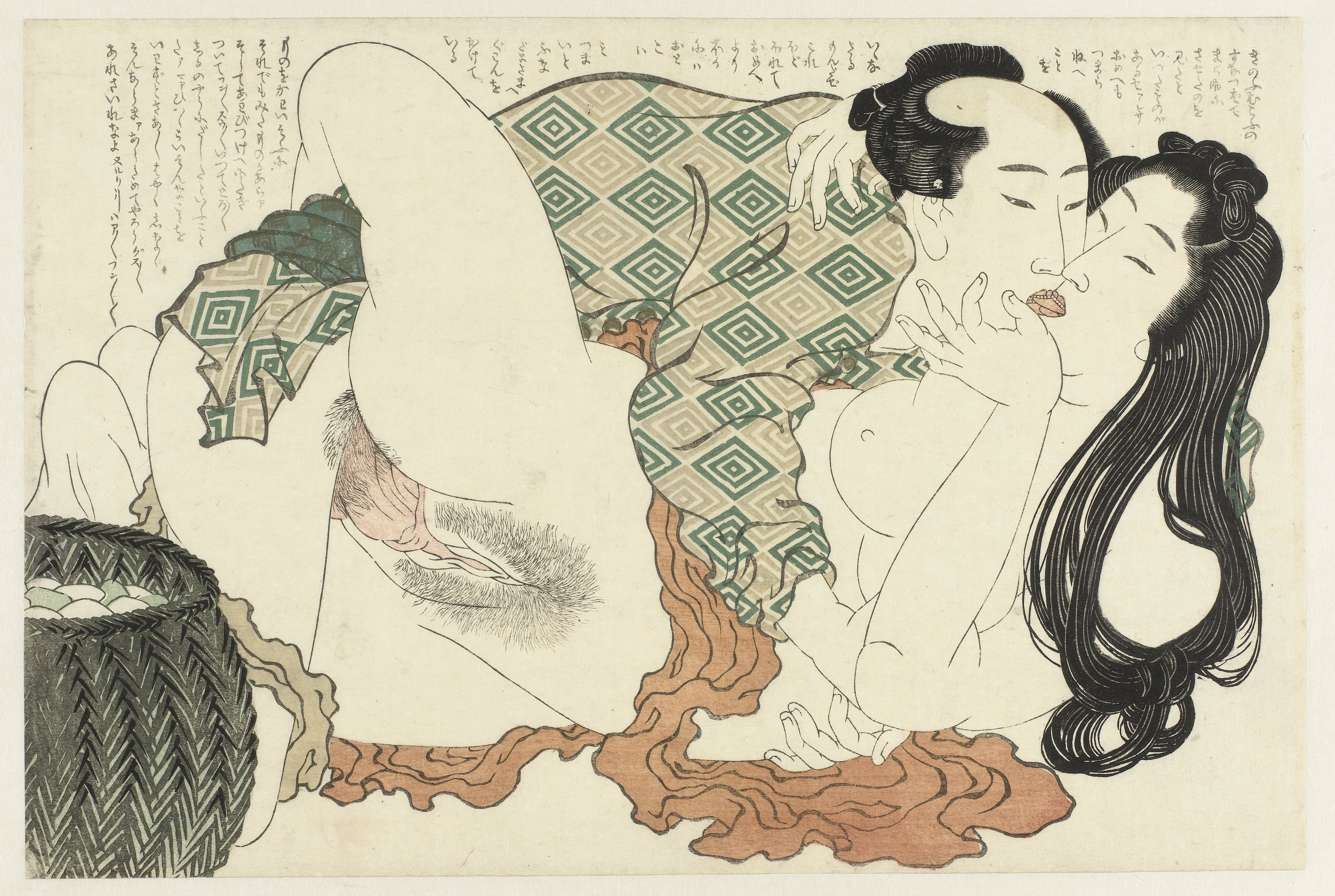
Shunga de Katsushika Hokusai, perteneciente a la serie Fukujusō (planta de adonis), xilografía tamaño ōban, c. 1815.

Onna yu (baño de mujeres), de Torii Kiyonaga.

El shunga (春画?   lit. «imágenes de primavera») es un género de estampas japonés que tiene como tema principal la representación del sexo. Está vinculado, principalmente, con la producción gráfica conocida como «estampas del mundo flotante», o xilografía ukiyo-e, del período Edo (1603-1867), a partir de imágenes de álbumes o de ilustraciones de textos de la literatura popular de entonces, así como con la producción pictórica de la época. A pesar de que su producción estuvo marcada por regulaciones y prohibiciones por parte del gobierno, la realización de este tipo de obras continuó prácticamente hasta finales de la era Meiji, con la prohibición de material «obsceno» en el Código penal japonés del año 1907.
La traducción literal del vocablo japonés (de origen chino) shunga significa «traseros de primavera», ya que «primavera» es una metáfora común para el acto sexual. Las escenas describían relaciones sexuales de todo tipo, incorporando en ellas a los más variados actores de la sociedad japonesa de entonces, como a los miembros de la clase comerciante, samuráis, monjes budistas e inclusive seres fantásticos y mitológicos.
La gran mayoría de los ilustradores de ukiyo-e realizaron este tipo de imágenes debido, entre otras razones, a que tanto artistas como editores obtenían buenas sumas de dinero de la venta del material, incluso a pesar de estar vigente alguna prohibición, por lo que existe una gran cantidad de imágenes que fueron realizadas por ilustradores de renombre. Por otro lado las mismas prohibiciones llevaban a sus creadores a no firmar sus trabajos, pero para que la gente supiera el autor, desarrollaron una serie de artimañas, como poner en las imágenes sobrenombres o señales apenas perceptibles, que eran fácilmente identificables para el público de la época. 
Tras la apertura de Japón a Occidente, a mediados del siglo XIX, el arte japonés contribuyó al desarrollo del movimiento conocido como japonismo. Coleccionaron shunga diversos artistas europeos, entre los que destacan Aubrey Beardsley, Edgar Degas, Henri de Toulouse-Lautrec, Gustav Klimt, Auguste Rodin, Vincent Van Gogh y Pablo Picasso, que poseía con una colección de 61 estampas de artistas japoneses reconocidos, que le sirvieron de inspiración durante los últimos años de su vida.
Se dice que el shunga ha servido, además, de inspiración para las imágenes del hentai, el cual también es sexualmente explícito.

## Terminología
Esta manifestación visual es más conocida actualmente por el término shunga (春画?   lit. «imágenes de primavera»), donde «primavera» es un eufemismo para referirse a las relaciones sexuales. Dicho término proviene del chino chungonghua 春宫画, que significa «pinturas del palacio primaveral».
Durante su historia se han aplicado gran cantidad de términos para definir a este tipo de producciones, como makura-e (枕絵?   lit. «estampas de cabecera»), warai-e (笑い絵?   lit. «estampas de risa»), osokuzu-no-e (偃息図の絵?   lit. «estampas de imágenes de [personas] recostadas y descansando»), enga (艶画?   «imágenes galantes»), wajirushi (わ印?   «estampa japonesa») e higa (秘画?   lit. «imágenes secretas»).

## Tipologías
Las tipologías más comunes de shunga que se produjeron son tres:
- Los shunga emaki (春画絵巻?) eran rollos con formato horizontal,[7] muy populares entre los sacerdotes, la aristocracia y la clase samurái.[8] A lo largo del período Edo tuvo que competir con la popularidad y rentabilidad de otras tipologías como los álbumes y los libros ilustrados.[9] Es importante remarcar que estas pinturas circulaban en círculos más restringidos debido a su coste y disponibilidad, a causa del enorme trabajo y tiempo empleado en su producción.
- Los soroimono (揃物?) y kumimono (組物?) eran álbumes ilustrados que se imprimían a partir de la misma técnica xilográfica que el resto de las impresiones ukiyo-e, por lo que su producción comenzó a partir del período Edo. Dado que la superficie dedicada a la imagen era mayor que en los libros, y que éstas no se plegaban, permitían un nivel de cualificación técnica mucho mayor, que, por ende, incrementaba también su coste. Casi siempre contenían doce imágenes,[10] y mientras que los kumimono tenían una escena introductoria para el resto de las estampas, los soroimono tenían un título común que era impreso en todos los grabados.[11]
- Los enpon (艶本?) o shunpon (春本?) eran libros eróticos y, dentro de estos tres tipos, los más populares. Se produjeron a lo largo del período Edo y hasta comienzos de la era Taishō. Muchos de ellos se imprimían en blanco y negro, y otros se llevaban a versiones en color, utilizando el mismo desarrollo técnico que experimentó la historia del ukiyo-e. Casi siempre combinaban una sección de imágenes al principio con una sección de texto después que, por regla general, era alguna historia erótica de alguno de los escritores populares del momento, o en ocasiones del mismo ilustrador.

A diferencia del común de la xilografía ukiyo-e, el shunga no acostumbraba a producirse en láminas sueltas. Sólo algún surimono puede encontrarse así, pero en contadas ocasiones. Las láminas sueltas que conocemos hoy como shunga, y que se encuentran en muchas colecciones, se subastan o se venden en tiendas o galerías especializadas de arte, originalmente pertenecían a algún álbum que fue desmontado y sus imágenes separadas.

## Historia

### Antecedentes

#### Primeras obras eróticas
Durante la prehistoria de Japón, la religión nativa, hoy conocida como sintoísmo, estaba marcada por la libertad sexual, ya que sus creencias se basaban en la fertilidad, tanto del ser humano como de la Tierra. Por ejemplo, según el mito de la creación de Japón relatado en el Kojiki y el Nihonshoki, los dioses Izanagi e Izanami crearon ocho grandes islas al practicar el coito. Por tanto, el sexo no tenía una connotación vergonzosa, pecaminosa ni era un tabú, a diferencia de la concepción occidental. De este modo eran comunes en las expresiones artísticas las representaciones fálicas e imágenes sobre fertilidad. Al día de hoy, aún se conservan en Japón algunas festividades relacionadas con este antiguo culto.
Durante el siglo VI llegó el budismo a Japón a través de China, acontecimiento que marcó el fin del período Kofun. Esta nueva religión se asentó en el país, y sus seguidores fundaron diversos templos en el territorio. Algunas fuentes señalan que las primeras formas de shunga surgieron precisamente en estos templos, en la forma de grafitis que hacían los monjes en las bases de las estatuas del siglo VII. Uno de estos grafitis se encontró en una estatua en el templo Hōryū-ji, en el cual se observa la figura de una mujer en la parte superior y un falo debajo de ella.
Durante los períodos Nara (712-793) y Heian (794-1186) surgió un tipo de dibujo conocido como osukuzu-no-e, que se centraba en explicaciones médicas, aunque con tendencia a exagerar las proporciones de los genitales con la intención de mantener el interés visual (midokoro). Durante finales del período Heian, uno de los principales exponentes del arte japonés fue Toba Sōjō, un monje budista de la rama shingon. Se le atribuye generalmente uno de los rollos más antiguos que se conservan, llamado Yōbutsu kurabe, donde se observa una competencia entre cortesanos por el tamaño de sus penes, deformes y exagerados de forma cómica. Por otro lado, a partir del siglo XII comenzaron a producirse los shunga emaki, probablemente estableciéndose como una forma de arte entre los sacerdotes, la aristocracia y la clase samurái.
Durante el período Muromachi (1392-1573), siguiendo la tradición de los doce karmas y los doce animales del calendario chino, los libros se hacían a partir de doce estampas o un número múltiplo: veinticuatro, treinta y seis, cuarenta y ocho, tradición que posteriormente retomarían artistas dedicados al shunga.

#### Surgimiento de loschōniny elukiyo-e
Japón pasó por un período de constantes guerras entre los años 1467 y 1568, período de la historia de Japón que es conocido como período Sengoku (戦国時代 «período de los estados en guerra»?). Las guerras de poder entre los distintos daimyō, o señores feudales, terminó después de que el país fuera unificado por tres personalidades importantes, conocidos como los «tres grandes unificadores de Japón»: Oda Nobunaga, Hideyoshi Toyotomi y Tokugawa Ieyasu. Ieyasu, quien resultó victorioso durante la decisiva batalla de Sekigahara del año 1600, estableció entonces el shogunato Tokugawa, gobierno feudal que duraría por más de 250 años. Una de las primeras medidas que tomó fue la de trasladar la capital de Kioto a Edo (hoy Tokio), ordenando a sus vasallos que se trasladaran a la ciudad, por lo que diversos templos, palacios, santuarios y mansiones se construyeron allí. En el año 1635 un descendiente de Ieyasu, Iemitsu, instauró un sistema llamado sankin kōtai o «presencia alterna», con el que buscaba prevenir posibles traiciones al shogunato. Según este sistema, los daimyō estaban obligados a permanecer un año en una mansión (yashiki) en Edo y otro año en sus respectivos feudos, permaneciendo la familia en la capital. Este ir y venir de gente dio nacimiento a una nueva clase social, llamada chōnin, formada principalmente por comerciantes y artesanos. Los chōnin, quienes en teoría constituían la clase social más baja, crecieron rápidamente e incluso superaron en número a los samuráis y granjeros, asentándose en la periferia de la ciudad-castillo de Edo. Algunos chōnin se volvieron sumamente prósperos, y su riqueza les permitió crear su propia cultura, llamada chōnin bunka. Fue entonces cuando en Edo, así como otras ciudades (como Kioto, Osaka y Sakai), surgió un estilo de vida que se conocería posteriormente como ukiyo, «el mundo flotante», el cual contaba con su propia literatura y formas artísticas distintivas. Fue el novelista Asai Ryōi quien en el año 1661 definió al movimiento en su libro Ukiyo-monogatari: «viviendo sólo para el momento, saboreando la luna, la nieve, los cerezos en flor y las hojas de arce, cantando canciones, bebiendo sake y divirtiéndose simplemente flotando, indiferente por la perspectiva de pobreza inminente, optimista y despreocupado, como una calabaza arrastrada por la corriente del río».
Durante este período surgió el ukiyo-e (浮世絵?   lit. «pinturas del mundo flotante»), una técnica de estampa japonesa a partir de planchas de madera. Esta técnica se introdujo en Japón en el siglo VIII procedente de China, siendo su fin principal la ilustración de textos budistas y, a partir del siglo XVII, la ilustración de poemas y romanceros. Con la nueva cultura chōnin, movimientos como la literatura ukiyo y los grabados comenzaron a reflejar lo ocurrido en los distritos de placer (siendo el más importante Yoshiwara, en Edo), el kabuki, festivales y viajes. Estos últimos dieron nacimiento a guías turísticas que describían lo más destacado tanto de ciudades como del campo.

### Shungaen el período Edo
El primer shunga fechado data del año 1660 y se trata de un enpon (libro impreso) titulado Yoshiwara makura. El libro, creado por un artista anónimo, es una combinación de un manual del sexo junto con una crítica de las cortesanas de Yoshiwara. Como manual ilustraba las cuarenta y ocho «posiciones estándar», mientras que la crítica ofrecía un resumen de las cortesanas, sus características, donde podían ser localizadas y los precios.
Alrededor de 1670 surgió el primero de los grandes maestros del ukiyo-e: Hishikawa Moronobu, quien además de reproducir grabados de una sola hoja en donde representaba flores, pájaros y figuras femeninas (bijin-ga (美人画?)), realizó grabados de tipo shunga. Durante las décadas de 1670 y 1680 tuvo lugar el primero de los grandes auges del shunga, liderado por las obras de Moronobu y Sugimura Jihei en Edo, y Yoshida Hanbei en Kamigata (la región de Kioto y Osaka). Las obras de Moronobu son representativas de esta etapa, con álbumes compuestos de doce estampas y donde generalmente se representaban cortesanas, doncellas y funcionarias, personalidades a las cuales generalmente no podía acceder el grueso de la población debido a que sus ingresos no eran suficientes.
Una nueva ola creativa tuvo lugar entre 1711 y 1722 de la mano de Nishikawa Sukenobu, artista de Kioto cuyo apellido se convirtió en sinónimo de estampa erótica con el término Nishikawa-e (西川絵?   «estampas de Nishikawa»). Nishikawa se vio afectado por los primeros intentos por regular la publicación y venta de shunga: fue precisamente en ese año de 1722 cuando un machibure (regulaciones del magistrado de Edo) y parte de las Reformas Kyōhō, prohibió los libros eróticos (kōshokubon (好色本?)), aunque no fue así con las estampas.
La producción de shunga cesó casi completamente por casi diez años, aunque durante los años 1740 Okumura Masanobu estuvo activo en Edo. La mayoría de sus trabajos no estaban fechados, quizá con la intención de burlar las regulaciones. La obra de Masanobu se caracteriza por retomar la tradición de poner grandes cantidades de texto junto con las imágenes. Durante los años 1750 y 1760 pocos nuevos trabajos fueron realizados, aunque la producción de este tipo de obras resurgió después de la introducción en 1765 de nuevas técnicas de xilografía, las cuales permitían producir estampas en color (conocidas como nishiki-e (錦絵 «estampa brocada»?)). Se estima que entre 1766 y 1790 se crearon un total de 120 títulos.
En el año 1790 se establecieron nuevas regulaciones para la producción de material erótico como parte de las Reformas Kansei. Dichas reformas incluyeron la regulación de la prostitución, así como la separación de hombres y mujeres en contextos que pudieran levantar la libido. Por ejemplo, toda persona mayor de seis años estaba obligada a entrar en los baños públicos con los de su mismo sexo, siendo anterior a esta fecha común que hombres y mujeres estuvieran juntos. Esta regulación ocasionó que escenas eróticas en baños públicos se hicieran frecuentes en el shunga. Las nuevas reformas prohibían además la publicación de temas «no ortodoxos», aquellos firmados bajo seudónimos, aquellos escritos en kana, además de que un representante del gremio debía revisar y registrar las publicaciones estando aún en estado de borrador. Prácticamente de 1790 a 1820 cesó la producción de este tipo de material, con la excepción de los trabajos de Kitagawa Utamaro, activo en la escena del shunga entre 1798 y 1803, y Katsushika Hokusai, activo durante los años 1810.
Alrededor de 1820 tuvo lugar el tercer y último auge del shunga, liderado por artistas como Utagawa Toyokuni y Keisai Eisen, aunque este movimiento terminó con la supresión del año 1841 como parte de las Reformas Tenpō, donde se especificó que cada publicación debía ser aprobada por el nanushi, o jefe de la aldea, prohibiendo además imágenes de geishas, cortesanas y actores de kabuki.

### Era Meiji
En julio de 1853 el comodoro Matthew Perry llegó a la bahía de Edo con una flota de barcos, llamados por los japoneses «Barcos Negros» (黒船 kurofune?), y dio un plazo de un año a Japón para que rompiera su aislamiento, con la amenaza de que si negaban su petición Edo sería bombardeado por los sofisticados cañones Paixhans de las embarcaciones. A pesar de que los japoneses empezaron a fortificarse ante el regreso de los estadounidenses, cuando la flota de Perry regresó en 1854, fueron recibidos sin ninguna resistencia por el oficial del shogunato, Abe Masahiro, quien decidió unilateralmente aceptar las demandas de Perry y permitir la apertura de varios puertos y la llegada de un embajador estadounidense en Japón, con la firma de la Convención de Kanagawa de marzo de 1854, dando por terminada de manera formal la política de sakoku que rigió Japón por más de dos siglos. Se permitió entonces el comercio con las potencias extranjeras y se firmaron una serie de tratados, conocidos como «Tratados desiguales» (Tratado de amistad Anglo-Japonés, Tratado Harris, Tratado de amistad y comercio anglo-japonés) sin el consentimiento de la casa imperial, lo que ocasionó un fuerte sentimiento anti Tokugawa. Los conflictos internos derivaron en el derrocamiento del último shōgun Tokugawa, Yoshinobu, la abolición de la figura del shogunato y el ascenso del Emperador Meiji como máxima figura política y militar del país. 
Durante los primeros años del nuevo gobierno Meiji el país adoptó la moralidad victoriana, y se estableció una prohibición explícita en el shunga (shunga no kinshi) y «el obsceno nishiki-e» en la prefectura de Tokio en 1869. Sin embargo, el shunga continuó produciéndose, asimilando algunos de los cambios estéticos de la época, que estuvieron marcados por los procesos de importación de patrones y técnicas occidentales. A nivel temático y de personajes representados, también se observa la incorporación de nuevos elementos representativos de la nueva sociedad. A partir de este momento, por ejemplo, son frecuentes las escenas de hombres uniformados al estilo occidental y con barba manteniendo relaciones con enfermeras. Yoshida Teruji asegura que durante este período el consumo de estampas baratas aumentó, pues se las consideraba una especie de amuletos para la buena suerte, especialmente entre las geishas.
El shunga del período Meiji gozó de dos oleadas importantes de popularidad: entre 1894-1895 y 1904-1905, que coincide con las fechas de las guerras Sino-Japonesa y Ruso-Japonesa. Durante estos conflictos bélicos los soldados japoneses llevaron álbumes de shunga a los frentes de batalla dentro de sus pertenencias, siendo conocidos como kachi-e, mismo término que se utilizaba para las supuestas estampas que portaban los samuráis en sus cascos.
El Código penal japonés de 1907, en su artículo 175, estableció penas de cárcel contra la obscenidad, en el que se estipulaba: 

Artículo 175. (Distribución de objetos obscenos)
«Cualquier persona que sea hallada culpable de distribuir, vender o exhibir en público un documento obsceno, imágenes u otros objetos, será castigado hasta con dos años de trabajo en prisión, una fianza de no más de 2 500 000 yenes [...] Lo mismo aplicará para la persona que posea lo mismo con fines de venta».

Según algunos reportes, tres estaciones de policía en Tokio confiscaron 143 000 estampas y 5680 álbumes durante ese año. Esta restricción prácticamente marcó el final de la producción del shunga, aunque al mismo tiempo ocasionó la aparición de un mercado negro. Por otro lado, los avances tecnológicos en Occidente impulsaron la industria de la pornografía por medio de fotografía o vídeo, con los que el shunga no podía competir.

### Situación actual y legado

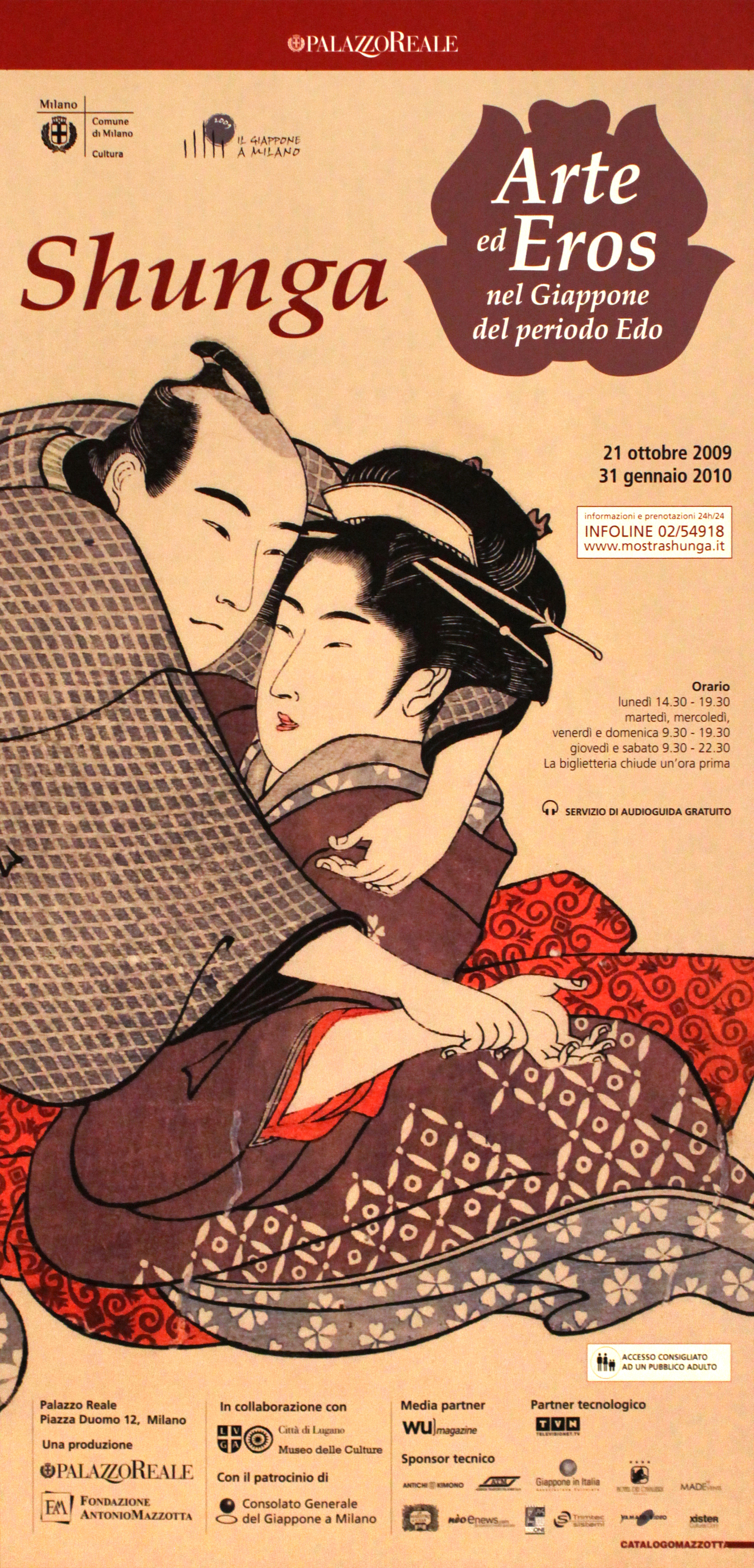
Promocional de la exhibición Shunga Arte ed eros in Giappone nel periodo Edo, en el Palazzo Reale, Milán, Italia.

Tras la apertura de Japón a Occidente durante la Restauración Meiji el arte japonés llegó a Europa. La visión artística del Lejano Oriente era totalmente nueva y rompía con las convenciones en pintura de la época. De este modo surgió el japonismo. Artistas como James McNeill Whistler, Manet, Monet, Van Gogh, Henri de Toulouse-Lautrec o Paul Gauguin se vieron influenciados por artistas japoneses, entre los principales Hokusai, Hiroshige y Utamaro.
Obras de tipo shunga fueron coleccionadas por artistas occidentales como Aubrey Beardsley, Edgar Degas, Henri de Toulouse-Lautrec, Gustav Klimt, Auguste Rodin y Pablo Picasso. Específicamente este último llegó a contar con una colección de 61 estampas de artistas como Nishikawa Sukenobu, Isoda Koryūsai, Torii Kiyonaga, Katsukawa Shunchō, Kitagawa Utamaro o Kikukawa Eizan. Durante sus últimos años de vida, Picasso representó escenas sexuales con plena libertad, hallando en su colección de shunga una fuente de inspiración.
Por otro lado, el shunga (así como también el ukiyo-e) proveyó inspiración para las imágenes contemporáneas conocidas en Occidente como hentai, y formalmente en Japón como jū hachi kin (sólo para adultos), anime y manga. Al igual que el shunga, el hentai es sexualmente explícito en su descripción.
A día de hoy continúa la restricción contra material obsceno, pero la concepción del shunga ha ido cambiando en la última década, de modo que este tipo de obras son toleradas al ser clasificadas como eróticas gracias a la publicación de obras de estudio del tema en Japón y Occidente sin censura alguna. En Occidente la publicación de estudios relativos al shunga comenzó en 1975 con el libro Shunga, The Art of Love in Japan de Tom y Mary Evans, seguido por Art of the Japanese Book de Jack Hillier en 1987. A pesar de ello, las exhibiciones públicas de este tipo de obras en Japón son reprimidas, por lo que a día de hoy aún no se ha producido ninguna.

## Producción

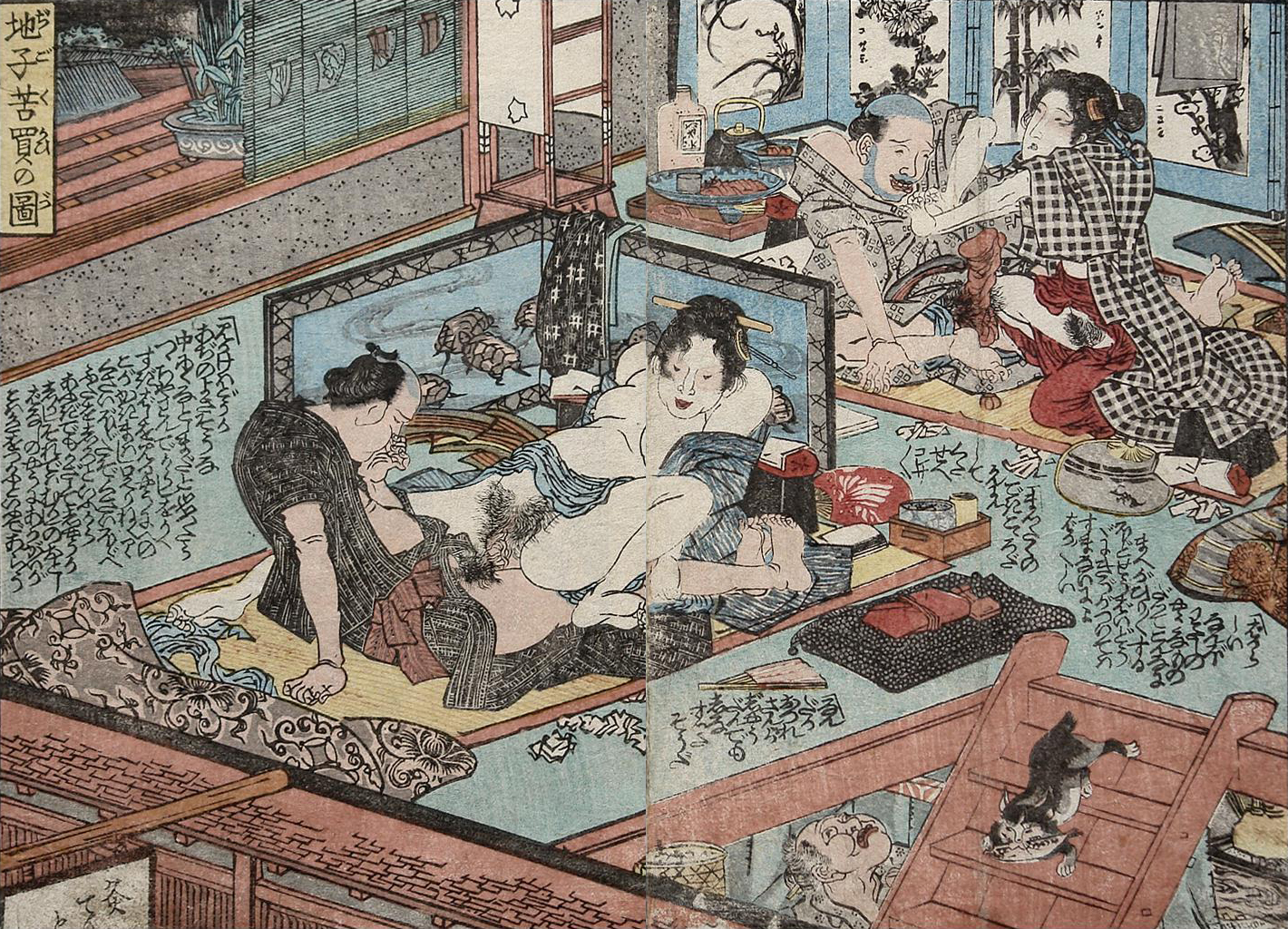
Shunga por Utagawa Kuniyoshi, atribuible por la firma oculta en forma de un gato negro con blanco que carga un pescado en la boca, ubicado en la esquina inferior derecha.

La xilografía shunga se produjo entre los siglos XVII y XIX por ilustradores del ukiyo-e, ya que se vendían más fácilmente y a un precio mayor que los trabajos ordinarios. Las impresiones shunga se producían y vendían ya sea como álbumes o —más frecuentemente— bajo la forma de libros, llamados enpon. Los shunga también se producían bajo la forma de rollos de pergamino, llamados emaki. Este formato también era popular, aunque más caro que los libros o los álbumes impresos.
La calidad artística del shunga varía, y la gran mayoría de los pintores de ukiyo-e realizaban este tipo de trabajos. Experimentados artistas se vieron dedicados a la producción del shunga, lo que en consecuencia produjo obras elaboradas por artistas de renombre. Los artistas del ukiyo-e le debían una situación estable a la producción de este género, al punto que la producción de estas piezas significaba su principal sustento. Los grandes publicistas mantenían su solvencia a través de la venta de estas obras.
Sobre todo a partir de fines del siglo XVIII, la mayoría de los shunga fueron producidos en la ciudad de Edo. Kioto fue un importante centro productor de shunga durante el siglo XVIII, sobre todo con la figura de Nishikawa Sukenobu (西川祐信?), cuyo apellido se convirtió en sinónimo de estampa erótica con el término Nishikawa-e (西川絵?   «estampas de Nishikawa»). Rara vez se producían en Osaka, pero la coloración de estos era más rica y de un tono más mate en comparación con los trabajos de Edo. Este efecto es consecuencia del uso del gofun, un polvo blanco extraído de la concha de almejas que se mezclaba con pigmentos usados en impresiones multicolores de Osaka y Kioto.
Por cuenta de las Reformas Kyōhō y los controles sobre la producción de impresos que surgieron a partir de 1723, los artistas del shunga raramente firmaron sus trabajos, con la finalidad de evitar cualquier tipo de persecución gubernamental o los controles gremiales. Sin embargo, los ilustradores de shunga a lo largo del período Edo desarrollaron las más disímiles artimañas para que el público conociera la autoría de sus imágenes. Quizás, una de las más comunes fue la utilización de sobrenombres o colocar señales (apenas perceptibles) en su producción visual.

## Contenido
Las escenas describían relaciones sexuales de todo tipo, incorporando en ellas a los más variados actores de la sociedad japonesa de entonces. Personajes comunes eran los chōnin, samuráis, las cortesanas y sus clientes, actores de kabuki, recién casados, jóvenes amantes, así como matrimonios. Algunos otros personajes incluyen a monjes budistas quienes, a pesar de que en teoría renunciaban al sexo, aparecen disfrazados de doctores, pues quienes ejercían esta profesión también tenían que raparse la cabeza. Existen obras que además parodiaron antiguos cuentos chinos y japoneses, mientras que en otras aparecen deidades, demonios, animales y otras criaturas en los actos sexuales.
La mayoría de los trabajos contenían escenas explícitas donde parejas mantenían relaciones sexuales, representando principalmente escenas heterosexuales. En este tipo de escenas es importante destacar que las mujeres no están sujetas a un rol pasivo ni a los deseos del hombre, sino que son representadas como sujetos con deseos. A pesar de que en ocasiones aparecen en posiciones de sumisión, generalmente ninguno de los dos toma un rol dominante. Las mujeres aparecen como sujetos activos, evitando ser dominante o sumisa en extremo. Poses características en la erótica occidental, donde la mujer aparece acostada con sus manos detrás de la cabeza, no estaban presentes en Japón, sino hasta después de tener contacto con las culturas occidentales. Incluso en ilustraciones donde los senos son expuestos, en raras ocasiones aparecen como puntos de interés sexual. Así mismo los senos tuvieron un rol secundario en la práctica sexual y las fantasías eróticas por lo menos hasta antes de la Guerra del Pacífico. Una muestra de ello es que durante esta época no existían eufemismos o léxico extravagante para referirse a los senos, a diferencia de los existentes para la vagina. Antes del siglo XX, los senos eran vistos como símbolo de la maternidad, no como símbolo sexual.
Otras representaciones, con menos frecuencia, muestran relaciones homosexuales, ya sea entre hombres o mujeres. Las relaciones entre dos hombres tienen su antecedente en Japón en el wakashudō (若衆道?   «camino del hombre joven»), donde la parte activa y protectora de la pareja era el de mayor edad y la parte pasiva, el aprendiz, era el más joven, basando su relación en obligaciones y lealtades mutuas. Durante el período Edo dicha tradición, junto con la actitud marcial propia del samurái, comenzó a menguar y en su lugar aparecieron prostitutos vestidos como mujeres (lo que no ocurría en la tradición original). Ihara Saikaku al respecto llegó a asegurar: «En el pasado el camino del joven significaba algo fuerte[...] los chicos de hoy en día sólo son afeminados planos» (yowa-yowa). En el shunga la feminidad de los prostitutos es exagerada, con los genitales cubiertos o reducidos de forma importante, siendo estos la única prueba de que se trata de alguien del sexo masculino. En este tipo de escenas se puede observar a los protagonistas besándose, masturbándose o practicando sexo anal, aunque es importante destacar que no hay evidencia de que los hombres estuvieran interesados en practicar la felación. Por otro lado, en relaciones lésbicas se puede observar a la pareja besándose, frotándose los genitales, practicando cunnilingus o manteniendo relaciones por medio de un harikata (una clase de dildo) o por medio de una máscara de hombre. Este tipo de escenas son muy valoradas por los coleccionistas.
Finalmente, se pueden encontrar imágenes de tríos (generalmente una mujer, un hombre y un chico), o algunas escenas fantásticas donde aparecen animales como pulpos, gatos o perros (generalmente en forma de parodias), demonios y deidades, así como mujeres masturbándose como señal de su amante ausente. Escenas de voyeurismo son frecuentes, generalmente para darle un énfasis cómico a la imagen.
En la gran mayoría de las obras los personajes aparecen total o parcialmente vestidos. Durante el período Edo los baños mixtos eran algo común, por lo que en cuanto a la desnudez femenina como muestra de autorización para el observador masculino, no sólo era innecesaria, sino que no era deseable. Por lo general, en el shunga los genitales son mostrados con un tamaño exagerado.
Es importante destacar que las obras de este tipo desarrollaron distintos niveles en cuanto a su composición. El primer nivel sería la imagen erótica misma, el segundo el lugar de la imagen dentro de la serie, el tercero el texto que acompaña a la imagen y el cuarto algunos simbolismos escondidos dentro de la imagen. Por ejemplo, las ostras simbolizaban los órganos femeninos y los hongos los masculinos, lo mismo que el shakuhachi, una flauta japonesa.
|  | Kappa to ama (河童と海女? «Los monstruos acuáticos y la mujer buzo»), de Kitagawa Utamaro. En esta ilustración de 1788 se observa una mujer buzo (ama) sentada sobre una roca, observando como su compañera tiene relaciones con dos monstruos acuáticos (kappa). Para acentuar la carga erótica el autor colocó una canasta llena de bivalvos junto a la buza, que durante el período en que creó la imagen estaban asociados con los genitales femeninos. |
|  | Ilustración del libro de 1835 Hana goyomi (華古与見?) por Utagawa Kuniyoshi. En esta imagen el texto que se encuentra en la parte inferior izquierda dice lo siguiente: 「コウお花さん、おらアおめへがひもじかろうと思つて、店から来た弁当を持つて来たぜ」 「そうかへ、実があるねへ、わちきやアそれよりか早く、なんしたいよ」 「フン、なんするたアこうやるのか」トうしろからづぶ/\。 -Ten, Ohana-san. Como pensé que estarías hambrienta, te he traído de la tienda algo de comer. -¡Ah, eres muy considerado, pero prefiero que lo hagamos primero! -Está bien, entonces lo haremos así... – y mientras la abordaba desde atrás, se oía: gup, gup, gup. |

## Mitología delshunga
A pesar de que uno de los usos más extendidos del shunga durante el período Edo fue la estimulación sexual, así como el divertimento en general, se han construido una gran cantidad de mitos que datan desde fines de dicho período. Uno de los más conocidos, extraído de la famosa novela popular Kanadehon chūshingura (仮名手本忠臣蔵?), narra que la esposa del daimyō y la del hatamoto frecuentemente traían consigo una serie de doce imágenes warai-e adosadas junto a sus muebles nupciales. Otro de estos usos míticos apunta que, tanto para el daimyō como para el hatamoto se acostumbraba poner un pergamino de shunga en el cofre del yelmo cuando estos encargaban una armadura. Aparentemente, en estos casos el shunga reflejaría el deseo de la gente para la eterna felicidad. Se dice además que los samuráis portaban obras de shunga escondidas en el casco durante la batalla, en cuyo caso las imágenes se conocerían como kachi-e, «imágenes de la victoria» (a pesar de que el período Edo se caracterizó por la falta de conflictos armados en el país). Además de estos usos, también se apunta que el shunga servía de guía sexual para hijos e hijas de las familias, que servirían para proteger los almacenes de incendios o que las cortesanas lo portaban entre sus ropas como una especie de amuleto para no quedarse sin dinero.
De cualquier forma, al parecer la popularidad del shunga fue la causa del nacimiento de tales mitos, además de que seguramente mucha gente comenzó a creer en tales propiedades de este tipo de grabados a base de repetición.

## Controversias
A pesar de que el término shunga no era el más empleado durante la época del surgimiento de este género, sino que su uso viene a partir de la segunda mitad del siglo XIX, es el término más conocido en la actualidad para englobar a las imágenes japonesas con sexo explícito. El origen de esta palabra también es motivo de controversia, pues mientras algunas fuentes consideran que es una derivación de la palabra china chungonghua, otras fuentes aseguran que su origen es quizá una comparación con la primavera, vista como una época de fertilidad.
Los orígenes de lo que actualmente se conoce como shunga tampoco están delimitados y cambian de acuerdo a diversas fuentes consultadas. Por ejemplo, algunas fuentes consideran a los grafitis antiguos del siglo VII como las primeras muestras del shunga. Timon Screech por su parte considera que las obras anteriores a los años 1680 tienen una naturaleza distinta, y entrarían en otro apartado, ya que eran obras con un tono más cómico o parodias. La finalidad de estas obras tampoco ofrece consenso entre los afines al tema, pues algunos aseguran que su motivo era brindar educación sexual, mejorar la vida sexual de los individuos, o servir de guía para las mujeres próximas a casarse. En cuanto a esta última finalidad, Hachisuka Toshiko, nieta de Tokugawa Yoshinobu, aseguró haber recibido a la edad de catorce años un rollo pintado con este tipo de ilustraciones, además de que se le encomendó estudiarlo detalladamente para que no defraudara a su futuro esposo. Screech por su parte pone en tela de juicio la credibilidad y la franqueza que pueda tener una anciana al hablar de este respecto, asegurando que seguramente su principal uso era el de la masturbación del lector. Albert Michener por su parte asegura que los libros de este tipo estarían en tres categorías: en la primera estarían los libros «seudo respetables», cuya finalidad sería la iniciación de las novias en los asuntos amorosos; en la segunda estarían libros representando momentos sexuales como los que han surgido en otros países; mientras que en la tercera categoría estarían los libros con una trama ingeniosa que proporciona un argumento para las imágenes y cuya descripción sería difícil de entender para los occidentales.
Finalmente, otro fuerte debate alrededor de este tema es en cuanto a si este tipo de representaciones puede ser considerado como arte o se trata de una forma de pornografía.  Otras fuentes simplemente consideran al shunga como una forma de «arte erótico».

## Artistas renombrados delshunga
Prácticamente todos los ilustradores y escritores del período Edo dedicaron parte de su trabajo al shunga. De más está decir que no sólo fue una producción muy popular, sino una de las más rentables en la época. Algunos de los artistas más destacados son:
- Hishikawa Moronobu
- Isoda Koryūsai
- Katsukawa Shunchō
- Katsushika Hokusai
- Kawanabe Kyōsai
- Keisai Eisen
- Kikukawa Eizan
- Kitagawa Utamaro
- Miyagawa Isshō
- Nishikawa Sukenobu
- Torii Kiyonaga
- Suzuki Harunobu
- Utagawa Kuniyoshi
- Utagawa Kunisada
- Utagawa Hiroshige
- Yanagawa Shigenobu